# George Jenkins (funcionario público)
Sir George Henry Jenkins (Brístol, 21 de septiembre de 1843-Colombo, 18 de julio de 1911) fue un funcionario público australiano. Se desempeñó como secretario en el Parlamento de Victoria de 1882 a 1910. En 1901, tras la federación de las colonias australianas, también actuó como el secretario inaugural de la Cámara de Representantes de Australia. En esa capacidad dirigió los preparativos para la apertura formal y la primera sesión oficial del Parlamento de Australia.

## Primeros años de vida
Jenkins nació el 21 de septiembre de 1843 en Bedminster, Brístol, Inglaterra. Fue el séptimo de ocho hijos de Mary (de soltera Osland) y Henry Jenkins. Su padre, maestro de escuela de profesión, nació en Abergavenny, Gales.
Jenkins y su familia emigraron a Australia durante la fiebre del oro victoriana y llegaron a Melbourne en enero de 1853, donde su padre trabajaba como pañero. Asistió a la escuela colegiada de Thomas Fenner en South Yarra antes de completar su educación en Melbourne Grammar School.

## Carrera

### Parlamento de Victoria

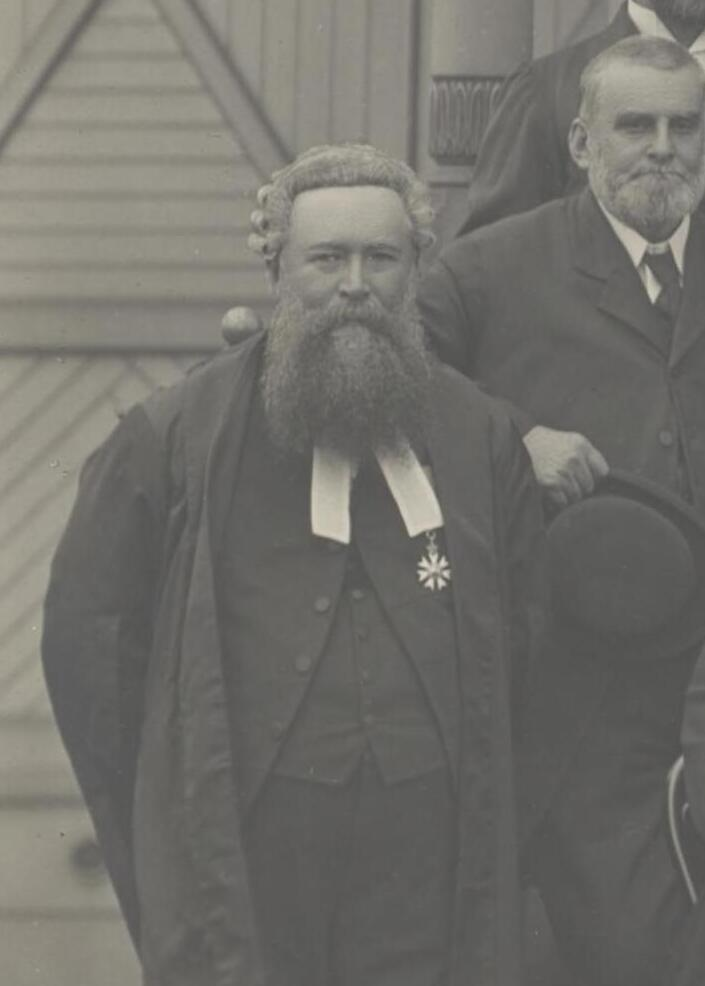
Jenkins en la reunión final del Consejo Federal de Australasia en 1899.

Jenkins se unió al servicio público en 1861 como empleado en el Departamento de Ferrocarriles. En 1865 se trasladó a la Casa del Parlamento, Melbourne, como secretario privado y secretario de proyectos de ley privados bajo el presidente de la Asamblea Legislativa, Francis Murphy, durante mucho tiempo. Fue ascendido a secretario de comités en 1870 y a secretario asistente en 1878.
En 1882, Jenkins fue nombrado secretario de la Asamblea Legislativa. Tras la jubilación del actual secretario del Consejo Legislativo en 1891, se trasladó de cámara y recibió el título adicional de «secretario de parlamentos», que se consideró un ascenso. Jenkins finalmente se retiró del parlamento en 1910 después de 45 años de servicio. En el período previo a la federación de las colonias australianas, también se desempeñó como secretario del Consejo Federal de Australasia y de la Conferencia de la Federación de Australasia celebrada en Melbourne en 1890.

### Parlamento Federal
Después de la Federación en 1901 y las elecciones federales inaugurales, Jenkins fue designado para actuar como secretario inaugural de la Cámara de Representantes a partir del 1 de abril de 1901. Asumió el cargo de forma temporal mientras estaba de licencia en el parlamento victoriano y probablemente no buscó un nombramiento permanente ya que su salario en Victoria era sustancialmente más alto.
Simultáneamente con el nombramiento de Jenkins a la Cámara, el secretario de los parlamentos de Australia del Sur, Edwin Gordon Blackmore, fue nombrado secretario inaugural del Senado. Jenkins criticó en privado a Blackmore, quien había publicado varios libros sobre procedimientos parlamentarios y presionó abiertamente para su nombramiento para el nuevo parlamento federal. Según los informes, lo describió como alguien que «escribió algunas compilaciones inútiles de las decisiones del Portavoz Imperial en aras de la notoriedad» y dijo que el parlamento de Australia del Sur tenía «la misma importancia que un consejo parroquial, no más que la Junta de Obras».
La tarea principal de Jenkins como secretario interino fue organizar los preparativos para la inauguración oficial del parlamento por parte del príncipe Jorge, duque de Cornualles y York, que tuvo lugar el 9 de mayo de 1901 en el Palacio Real de Exposiciones de Melbourne. Su papel en la organización del proceso le dio un perfil público, y la revista Punch de Melbourne lo describió como «probablemente el individuo más feliz, más orgulloso, más importante y más preocupado a lo largo y ancho de Australia». Fue caricaturizado junto al duque de Cornualles y el primer ministro Edmund Barton en The Bulletin, y aparece en primer plano del óleo de Tom Roberts The Big Picture que representa la apertura.
Jenkins también colaboró con Blackmore y Barton en la redacción de las órdenes permanentes iniciales para la Cámara y el Senado, aunque Blackmore fue el autor principal. Después de la inauguración oficial, el parlamento se trasladó a la Casa del Parlamento de Melbourne para su primera sesión, con él y otros funcionarios parlamentarios sentados en la mesa central de acuerdo con la tradición de Westminster. Jenkins renunció a su cargo de secretario interino el 6 de julio de 1901 para regresar al parlamento victoriano, y fue sucedido por el secretario y asistente del Senado, Charles Cashel Gavan Duffy. Fue la primera persona en recibir un voto formal de agradecimiento de la Cámara de Representantes.
Según una anécdota contada por el diputado federal James Hume Cook, Jenkins interrumpió una vez a Barton durante una sesión temprana de la Cámara para informarle que había recibido «la mejor trucha que jamás haya visto en su vida». Luego, Barton se ausentó de la cámara para supervisar la preparación de la trucha, que Jenkins, Barton, Cook y John Forrest inmediatamente cocinaron y comieron para el almuerzo en una pequeña sala detrás de la biblioteca parlamentaria.

### Honores y evaluación

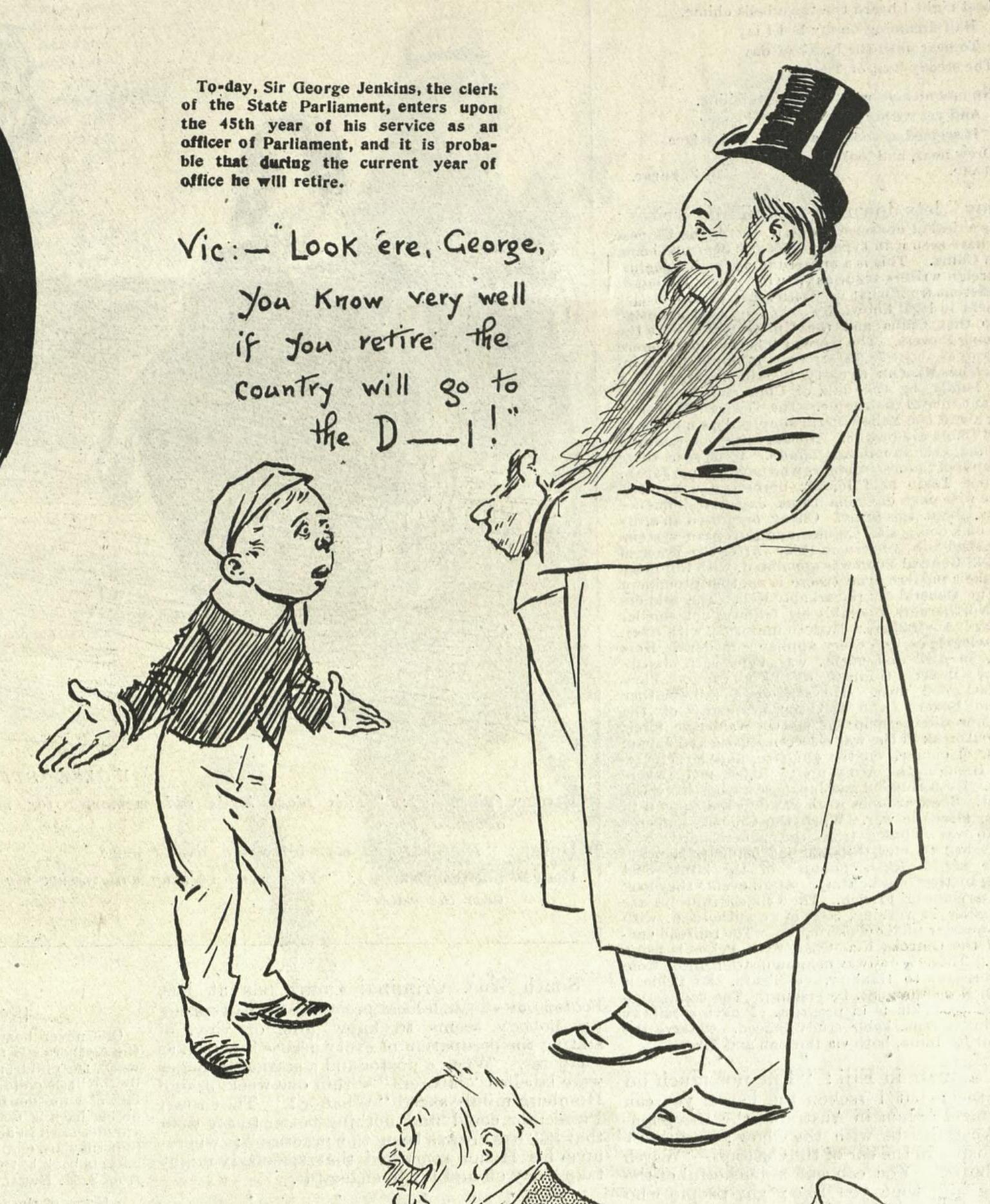
Jenkins como se muestra en una caricatura del Bulletin de 1909.

Jenkins fue nombrado Compañero de la Orden de San Miguel y San Jorge (CMG) en 1891 por sus servicios a la Conferencia de la Federación de Australasia, y en 1904 fue nombrado Knight Bachelor. En 1901, Punch lo describió como «probablemente el mejor parlamentario de la Mancomunidad». Recibió homenajes parlamentarios por su título de caballero, y su obituario en The Argus afirmaba que «pocos hombres han sido conocidos en los círculos oficiales y privados de Victoria durante un período tan largo».
Sin embargo, algunos de los contemporáneos de Jenkins no lo tenían en alta estima; se decía que intervenía en los debates parlamentarios para retrasar el final de la sesión hasta que hubiera terminado de beber alcohol. Su subordinado Edward Theodor Hubert llevó un diario detallado en el que acusó a Jenkins de dilación, incompetencia y mal uso del personal parlamentario para sus fines personales. Raymond Wright, autor de una historia oficial del Parlamento de Victoria publicada en 1992, concluyó que Jenkins era «un oportunista vago, dictatorial y empalagoso».

## Vida personal
En 1887, Jenkins se casó con Caroline Kent, con quien tuvo tres hijos. Su hijo Arthur Jenkins sirvió en el Consejo Legislativo de Australia Occidental.
Después de su jubilación en 1910, Jenkins se mudó a Ceilán para vivir con su hija en una plantación de té cerca de Hatton, con la esperanza de que el clima le ayudara a recuperarse de la bronquitis. Murió en Colombo el 18 de julio de 1911, a la edad de 67 años.